# Tela acrobática

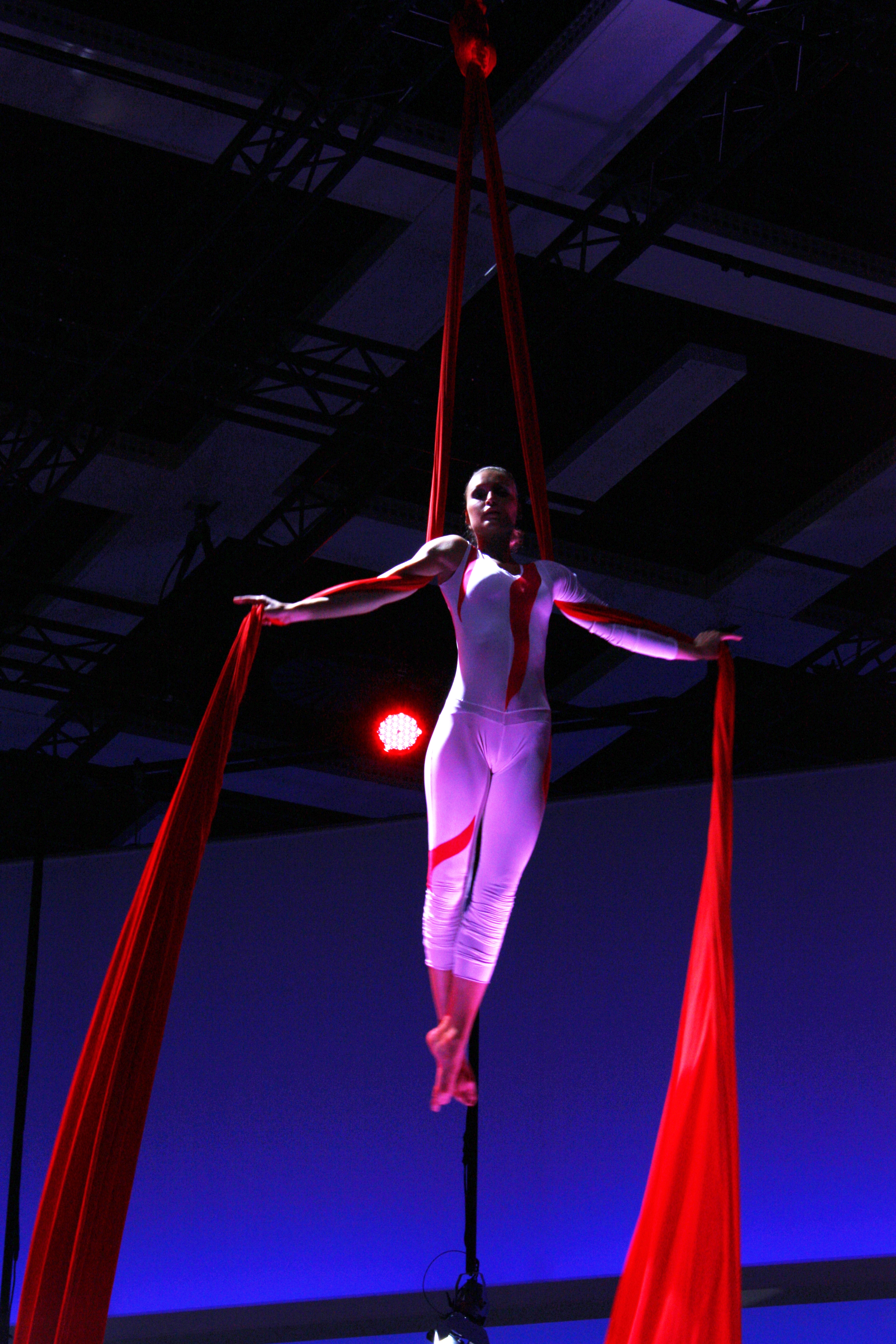
Acróbata con tela.

La Danza Aérea en Telas (también conocida como: Danza Aérea, Tela Aérea, Acrobacia en Tela, Tela Acrobática y otros) es una modalidad de práctica circense del grupo de los ejercicios aéreos, donde uno o varios artistas realizan evoluciones coreográficas y acrobáticas suspendidos en unas telas que penden del techo.
La tela es un instrumento volátil que le permite a los bailarines aéreos llevar a cabo una gran variedad de posturas y movimientos acrobáticos a diversas alturas, en donde se envuelven, suspenden y dejan caer
La tela aérea se distingue por ser un arte multidisciplinario que incorpora y transforma varias disciplinas artísticas, deportivas y acrobáticas; en donde se complementan la danza contemporánea con artes circenses, acrobacias, teatro y ballet, con la ayuda de diferentes aparatos que permiten realizar movimientos tanto en el aire como en el piso.

## Características
Combinando el atletismo y la expresión creativa, el baile aéreo proporciona un ejercicio de cuerpo completo. En términos deportivos la danza aérea en telas conlleva una gran cantidad de ejercicio físico, por lo que puede tener un impacto positivo en la fuerza, condición física, flexibilidad, resistencia y destreza de quien lo practica. Al realizar movimientos en el aire, se tonifican y fortalecen todos los grupos musculares, incluyendo brazos, hombros, espalda, torso, abdomen y piernas. Es una disciplina incluyente en donde no hay requisitos como edad, condición física previa, género o tamaño para poder disfrutar de ella. 

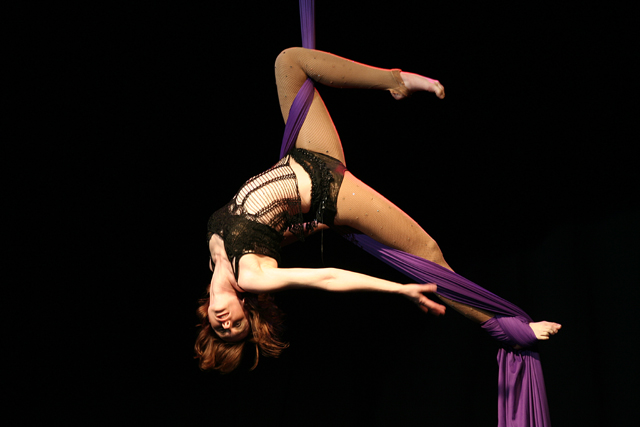
Otra acróbata con tela.

Al realizar acrobacias en tela, en contra de la gravedad, es posible  conseguir un gran dominio del cuerpo, que permite el acróbata pueda permanecer en suspensión aérea y así lograr amarres, enganches, formas, piruetas, coreografías y secuencias, ya sea de manera grupal o individual. 